# Эрнангомес, Хуан
Хуан Альберто (Хуанчо) Эрнангомес Гойер (исп. Juan Alberto "Juancho" Hernangómez Geuer; род. 28 сентября 1995, Мадрид) — испанский профессиональный баскетболист, играющий на позиции лёгкого форварда. Чемпион мира 2019 года и чемпион Европы 2022 года в составе сборной Испании. Младший брат баскетболиста Вилли Эрнангомеса.
В финале Евробаскета-2022 в Берлине против сборной Франции набрал 27 очков, в том числе реализовал 6 трёхочковых за 6 минут во второй четверти, и был признан лучшим игроком матча.
В сезоне 2021/22 отметился довольно редким достижением, успев поиграть сразу за три клуба НБА: «Бостон» (18 матчей), «Сан-Антонио» (5) и «Юту» (17).
Мать — немка по происхождению Маргарита (Вонни) Гойер (Margarita Geuer, род. 1966, рост 185 см), одна из ведущих баскетболисток сборной Испании в 1985—1993 годах, чемпионка Европы 1993 года, участница Олимпийских игр 1992 года. Отец Гильермо (род. 1963, рост 203 см) также был профессиональным баскетболистом, выступал за испанские клубы в 1980-е и 1990-е годы. Младшая сестра Андреа (род. 2000) также занимается баскетболом.

## Профессиональная карьера

### Эстудиантес (2012—2016)
В 2012 году Эрнангомес подписал свой первый профессиональный контракт с клубом «Эстудиантес», где выступал во второй команде до 2014 года, когда его перевели в основную команду. В сезоне 2015/16 Эрнангомес набирал в среднем 9,7 очка и 5,7 подбора в 34 матчах. В конце сезона он получил награду лучшего молодого игрока чемпионата Испании по баскетболу.

### Денвер Наггетс (2016—2020)
26 апреля 2016 года Эрнангомес был включен в список международных кандидатов на драфт НБА 2016 года. Он был выбран клубом «Денвер Наггетс» под общим 15-м номером. 9 августа 2016 года он подписал с «Наггетс» контракт новичка.
4 января 2017 года он был направлен в команду «Су-Фолс Скайфорс» из Джи-Лиги НБА. Через три дня он был отозван в «Наггетс» после того, как принял участие в одной игре за «Скайфорс». 13 февраля 2017 года он набрал максимальные за сезон 27 очков и 10 подборов в победе над «Голден Стэйт Уорриорз». В игре с «Уорриорз» он забросил шесть трехочковых, что помогло «Наггетс» повторить рекорд НБА, когда команда смогла забить как минимум 24 трехочковых, и этот результат стал первым случаем, когда команда забила 60 процентов своих трехочковых, сделав 40 бросков.
В начале сезона 2017/18 у Эрнангомеса был диагностирован мононуклеоз, и в результате он принял участие только в 25 матчах своего второго сезона в НБА.

### Миннесота Тимбервулвз (2020—2021)
5 февраля 2020 года Эрнангомес был обменян в «Миннесоту Тимбервулвз».
27 ноября 2020 года он подписал с «Тимбервулвз» трехлетний контракт.

### Бостон Селтикс (2021—2022)
25 августа 2021 года Эрнангомес и Джарретт Калвер были обменяны в «Мемфис Гриззлис» на Патрика Беверли, а уже 15 сентября Эрнангомес был обменян в «Бостон Селтикс» на Криса Данна, Карсена Эдвардса и право на обмен пиками второго раунда драфта 2026 года.

### Сан-Антонио Сперс (2022)
19 января 2022 года Эрнангомес перешел в «Сан-Антонио Сперс» в результате обмена с участием трех команд, в результате которого Бол Бол и Пи Джей Дозир были отправлены в «Бостон Селтикс», а Брин Форбс — в «Денвер Наггетс».

### Юта Джаз (2022)
9 февраля 2022 года Эрнангомес был обменян в «Юту Джаз» в рамках трехсторонней сделки. 30 июня он был отчислен.

### Торонто Рэпторс (2022—2023)
27 июля 2022 года подписал минимальный ветеранский контракт с «Торонто Рэпторс». 28 февраля 2023 года Эрнангомес был отчислен «Рэпторс».

## Статистика

### Статистика в НБА
| Сезон                                                                                    | Команда     | Регулярный сезон | Регулярный сезон | Регулярный сезон | Регулярный сезон | Регулярный сезон | Регулярный сезон | Регулярный сезон | Регулярный сезон | Регулярный сезон | Регулярный сезон | Регулярный сезон | Серия плей-офф | Серия плей-офф | Серия плей-офф | Серия плей-офф | Серия плей-офф | Серия плей-офф | Серия плей-офф | Серия плей-офф | Серия плей-офф | Серия плей-офф | Серия плей-офф |
| Сезон                                                                                    | Команда     | GP               | GS               | MPG              | FG%              | 3P%              | FT%              | RPG              | APG              | SPG              | BPG              | PPG              | GP             | GS             | MPG            | FG%            | 3P%            | FT%            | RPG            | APG            | SPG            | BPG            | PPG            |
| ---------------------------------------------------------------------------------------- | ----------- | ---------------- | ---------------- | ---------------- | ---------------- | ---------------- | ---------------- | ---------------- | ---------------- | ---------------- | ---------------- | ---------------- | -------------- | -------------- | -------------- | -------------- | -------------- | -------------- | -------------- | -------------- | -------------- | -------------- | -------------- |
| 2016/17                                                                                  | Денвер      | 62               | 9                | 13,6             | 45,1             | 40,7             | 75,0             | 3,0              | 0,5              | 0,5              | 0,2              | 4,9              | Не участвовал  | Не участвовал  | Не участвовал  | Не участвовал  | Не участвовал  | Не участвовал  | Не участвовал  | Не участвовал  | Не участвовал  | Не участвовал  | Не участвовал  |
| 2017/18                                                                                  | Денвер      | 25               | 3                | 11,1             | 38,7             | 28,0             | 83,3             | 2,2              | 0,5              | 0,2              | 0,1              | 3,3              | Не участвовал  | Не участвовал  | Не участвовал  | Не участвовал  | Не участвовал  | Не участвовал  | Не участвовал  | Не участвовал  | Не участвовал  | Не участвовал  | Не участвовал  |
| 2018/19                                                                                  | Денвер      | 70               | 25               | 19,4             | 43,9             | 36,5             | 76,7             | 3,8              | 0,8              | 0,4              | 0,3              | 5,8              | 5              | 0              | 2,9            | 33,3           | 50,0           | -              | 0,6            | 0,0            | 0,0            | 0,0            | 0,6            |
| 2019/20                                                                                  | Денвер      | 34               | 0                | 12,4             | 34,5             | 25,0             | 64,0             | 2,8              | 0,6              | 0,1              | 0,1              | 3,1              | Не участвовал  | Не участвовал  | Не участвовал  | Не участвовал  | Не участвовал  | Не участвовал  | Не участвовал  | Не участвовал  | Не участвовал  | Не участвовал  | Не участвовал  |
| 2019/20                                                                                  | Миннесота   | 14               | 14               | 29,4             | 45,3             | 42,0             | 60,9             | 7,3              | 1,3              | 1,0              | 0,3              | 12,9             | Не участвовал  | Не участвовал  | Не участвовал  | Не участвовал  | Не участвовал  | Не участвовал  | Не участвовал  | Не участвовал  | Не участвовал  | Не участвовал  | Не участвовал  |
| 2020/21                                                                                  | Миннесота   | 52               | 6                | 17,3             | 43,5             | 32,7             | 61,9             | 3,9              | 0,7              | 0,4              | 0,1              | 7,2              | Не участвовал  | Не участвовал  | Не участвовал  | Не участвовал  | Не участвовал  | Не участвовал  | Не участвовал  | Не участвовал  | Не участвовал  | Не участвовал  | Не участвовал  |
| 2021/22                                                                                  | Бостон      | 18               | 0                | 5,3              | 18,5             | 16,7             | 66,7             | 1,4              | 0,2              | 0,2              | 0,1              | 1,1              | Не участвовал  | Не участвовал  | Не участвовал  | Не участвовал  | Не участвовал  | Не участвовал  | Не участвовал  | Не участвовал  | Не участвовал  | Не участвовал  | Не участвовал  |
| 2021/22                                                                                  | Сан-Антонио | 5                | 0                | 10,1             | 33,3             | 0,0              | 75,0             | 3,0              | 0,6              | 0,2              | 0,2              | 1,4              | Не участвовал  | Не участвовал  | Не участвовал  | Не участвовал  | Не участвовал  | Не участвовал  | Не участвовал  | Не участвовал  | Не участвовал  | Не участвовал  | Не участвовал  |
| 2021/22                                                                                  | Юта         | 17               | 9                | 17,5             | 50,7             | 43,8             | 47,6             | 3,5              | 0,8              | 0,5              | 0,4              | 6,2              | 6              | 0              | 9,3            | 27,8           | 33,3           | -              | 2,0            | 0,8            | 0,3            | 0,0            | 2,3            |
| 2022/23                                                                                  | Торонто     | 42               | 10               | 14,6             | 42,1             | 25,4             | 56,3             | 2,9              | 0,6              | 0,4              | 0,1              | 2,9              | Не участвовал  | Не участвовал  | Не участвовал  | Не участвовал  | Не участвовал  | Не участвовал  | Не участвовал  | Не участвовал  | Не участвовал  | Не участвовал  | Не участвовал  |
|                                                                                          | Всего       | 339              | 76               | 15,5             | 42,8             | 34,2             | 67,6             | 3,3              | 0,6              | 0,4              | 0,2              | 5,0              | 11             | 0              | 6,4            | 28,6           | 35,7           | -              | 1,4            | 0,5            | 0,2            | 0,0            | 1,5            |
| Наведите курсор мыши на аббревиатуры в заголовке таблицы, чтобы прочесть их расшифровку. |             |                  |                  |                  |                  |                  |                  |                  |                  |                  |                  |                  |                |                |                |                |                |                |                |                |                |                |                |

### Статистика в Джи-Лиге
| Сезон                                                                                    | Команда          | Регулярный сезон | Регулярный сезон | Регулярный сезон | Регулярный сезон | Регулярный сезон | Регулярный сезон | Регулярный сезон | Регулярный сезон | Регулярный сезон | Регулярный сезон | Регулярный сезон | Серия плей-офф | Серия плей-офф | Серия плей-офф | Серия плей-офф | Серия плей-офф | Серия плей-офф | Серия плей-офф | Серия плей-офф | Серия плей-офф | Серия плей-офф | Серия плей-офф |
| Сезон                                                                                    | Команда          | GP               | GS               | MPG              | FG%              | 3P%              | FT%              | RPG              | APG              | SPG              | BPG              | PPG              | GP             | GS             | MPG            | FG%            | 3P%            | FT%            | RPG            | APG            | SPG            | BPG            | PPG            |
| ---------------------------------------------------------------------------------------- | ---------------- | ---------------- | ---------------- | ---------------- | ---------------- | ---------------- | ---------------- | ---------------- | ---------------- | ---------------- | ---------------- | ---------------- | -------------- | -------------- | -------------- | -------------- | -------------- | -------------- | -------------- | -------------- | -------------- | -------------- | -------------- |
| 2016/17                                                                                  | Су-Фолс Скайфорс | 1                | 0                | 26,0             | 42,9             | 20,0             | 57,1             | 11,0             | 1,0              | 0,0              | 2,0              | 17,0             | Не участвовал  | Не участвовал  | Не участвовал  | Не участвовал  | Не участвовал  | Не участвовал  | Не участвовал  | Не участвовал  | Не участвовал  | Не участвовал  | Не участвовал  |
|                                                                                          | Всего            | 1                | 0                | 26,0             | 42,9             | 20,0             | 57,1             | 11,0             | 1,0              | 0,0              | 2,0              | 17,0             | Не участвовал  | Не участвовал  | Не участвовал  | Не участвовал  | Не участвовал  | Не участвовал  | Не участвовал  | Не участвовал  | Не участвовал  | Не участвовал  | Не участвовал  |
| Наведите курсор мыши на аббревиатуры в заголовке таблицы, чтобы прочесть их расшифровку. |                  |                  |                  |                  |                  |                  |                  |                  |                  |                  |                  |                  |                |                |                |                |                |                |                |                |                |                |                |

### Статистика в других лигах
| Сезон | Команда              | Лига                 | GP  | GS | MPG  | FG%  | 3P%  | FT%  | RPG | APG | SPG | BPG | PFL | TOV | PPG |
| --- | -------------------- | -------------------- | --- | -- | ---- | ---- | ---- | ---- | --- | --- | --- | --- | --- | --- | --- |
| 2013/14 | Эстудиантес          | Чемпионат Испании    | 4   | 0  | 3,4  | 33,3 | 50,0 | -    | 0,5 | 0,0 | 0,3 | 0,3 | 0,0 | 0,0 | 0,8 |
| 2014/15 | Эстудиантес          | Чемпионат Испании    | 28  | 3  | 10,0 | 40,0 | 25,0 | 73,7 | 2,2 | 0,3 | 0,3 | 0,3 | 0,9 | 0,4 | 2,4 |
| 2015/16 | Эстудиантес          | Чемпионат Испании    | 34  | 22 | 23,7 | 45,5 | 35,8 | 71,7 | 5,7 | 0,6 | 0,8 | 0,3 | 1,3 | 1,4 | 9,7 |
| 2023/24 | Все клубы            | Все лиги             | 56  | 15 | 18,8 | 43,4 | 32,9 | 65,1 | 4,5 | 0,7 | 0,7 | 0,5 | 1,5 | 0,8 | 6,1 |
| 2023/24 | Панатинаикос         | Евролига             | 31  | 7  | 16,4 | 35,6 | 26,4 | 75,6 | 3,5 | 0,5 | 0,6 | 0,3 | 1,2 | 0,8 | 4,3 |
| 2023/24 | Панатинаикос         | Чемпионат Греции     | 25  | 8  | 21,8 | 49,4 | 39,4 | 54,8 | 5,6 | 1,0 | 0,8 | 0,6 | 1,8 | 0,8 | 8,2 |
| Всего | Всего                | Всего                | 122 | 40 | 17,7 | 43,9 | 33,5 | 69,3 | 4,2 | 0,5 | 0,6 | 0,4 | 1,2 | 0,8 | 6,0 |
| В чемпионате Испании | В чемпионате Испании | В чемпионате Испании | 66  | 25 | 16,7 | 44,3 | 34,2 | 72,0 | 3,9 | 0,4 | 0,5 | 0,3 | 1,0 | 0,9 | 6,0 |
| Наведите курсор мыши на аббревиатуры в заголовке таблицы, чтобы прочесть их расшифровку Статистика приведена с сайта basketball.realgm.com |                      |                      |     |    |      |      |      |      |     |     |     |     |     |     |     |